# Evangelhos de Wessex
Os Evangelhos de Wessex (também conhecidos como Evangelhos da Saxônia Ocidental ) se referem a uma tradução dos quatro evangelhos da Bíblia Cristã em um dialeto da Saxônia Ocidental do inglês antigo. Produzida entre aproximadamente 990 e 1175 D.C. na Inglaterra atual, esta versão é a primeira tradução de todos os quatro evangelhos para o texto em inglês antigo independente. Sete cópias manuscritas sobrevivem. Sua transcrição foi supervisionada pelo monge Elfrico de Eynsham.